# Павел (Джапаридзе)
Епископ Павел (груз. ეპისკოპოსი პავლე, в миру Пахум Платонович Джапаридзе, груз. პახუმ პლატონის ძე ჯაფარიძე; 1 мая 1888, деревня Хрейти, Шорапанский уезд, Кутаисская губерния — 3 ноября 1929, Тбилиси) — епископ Грузинской православной церкви, епископ Сухумо-Абхазский.

## Биография
Окончив в 1906 году Кутаисскую четырехклассную городскую школу, он отправился на Афон, где 18 августа 1907 года принял монашество с именем Павел. В 1910 году он вернулся в Грузию, где епископом Гурийско-Одишским Леонидом (Окропидзе) был хиротонисан во иеромонаха в монастыре Шиомгвиме. В 26 января 1918 года в Тбилиси был открыт первый грузинский университет. Молодой священник Павел подал документы на философский факультет университета.
После установления советской власти в Грузии в 1921 году, несмотря на призывы Ноя Жордании и Эквтиме Такаишвили, Католикос-патриарх Леонид отказался вывезти сокровища Сионского собора и Мцхетского Светицховели за границу. Митрополиту Назарию (Лежаве) было поручено захоронить клад в Западной Грузии. В сокрытии имущества также участвовали епископ Давид, архимандрит Павел и священник Платон Цкитишвили. Клад был зарыт во дворе резиденции Самитрополито у подножия храма Баграта. В 1923 году большевики нашли клад и арестовали участвовавших в сокрытии ценностей священнослужителей, в том числе Павла Джапаридзе, который был освобождён условно-досрочно в марте 1924 года.
18 апреля 1924 году был собран Совет Католикосата, в котором приняли участие архиереи, которые оставались на свободе, под председательством местоблюстителя патриаршего престола Грузинской православной церкви епископа Урбнисского Христофора (Цицкишвили). Присутствовали епископы Давид (Качахидзе), Нестор (Кубанеишвили), Симеон (Челидзе), митрополит Назарий (Лежава). После обсуждения было единогласно принято решение о избрании архимандрита Павла епископом с назначением на Цилканскую епархию. Епископа Павла неоднократно назначали исполняющим обязанности патриарха Амвросия, но из-за частых болезней он не мог исполнять это послушание.
26 марта 1928 года Священный синод принял решение назначить епископа Павла главой Сухумо-Абхазской епархии. Влажный климат Сухуми негативно сказался на нём. Правда, епископ Павел вернулся в Светицховели, но его здоровье ухудшилось ещё больше. В феврале 1929 года он был госпитализирован в Александровскую больницу для лечения, где скончался 3 ноября 1929 года. 10 ноября 1929 году католикос-патриарх Христофор III совершил отпевание епископа Павла, который был похоронен во дворе Светицховели.